# Гимназија „Светозар Марковић” Сурдулица
Сурдуличка гимназија је основана 1921. године, као Грађанска школа. Наредне године, на Видовдан, постављен је камен-темељац за изградњу будуће гимназије. У децембру 1922. се извештава да је зграда довршена и да је у приземљу резервисано место за костурницу жртава бугарске окупације, већим делом интелектуалаца. Свечано отварање гимназије било је 24. августа 1924. године, присуствовали су му патријарх српски Димитрије и краљ Александар I Карађорђевић са супругом, краљицом Маријом.
Школа је угашена 1959. године, из политичких разлога, а обновљена 1990. године, под именом „Светозар Марковић“.